# Attentats du 9 novembre 2005 à Amman
 (octobre 2014).
Si vous disposez d'ouvrages ou d'articles de référence ou si vous connaissez des sites web de qualité traitant du thème abordé ici, merci de compléter l'article en donnant les références utiles à sa vérifiabilité et en les liant à la section « Notes et références ».
Les attentats du 9 novembre 2005 à Amman sont une série de trois attentats-suicides qui ont visé simultanément et de manière coordonnée trois hôtels à Amman, capitale de la Jordanie. Le bilan de ces explosions est de 59 personnes tuées et 115 autres blessées, tandis que trois des quatre terroristes sont morts. 

## Déroulement

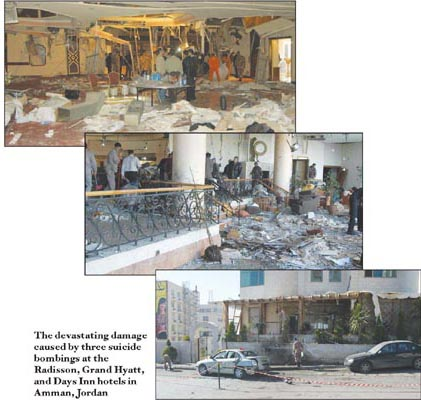
Photos des dommages causés par les trois attentats suicides aux hôtels Radisson, Grand Hyatt et Days Inn à Amman en Jordanie

Trois hôtels des chaînes Grand Hyatt, Radisson et Days Inn ont été ciblés par des kamikazes équipés de ceintures explosives,,. 

## Victimes
Le bilan définitif fait état de 62 personnes tuées (dont 3 des 4 terroristes) et 115 personnes blessées, essentiellement de nationalité jordanienne. Le nombre de victimes le plus élevé fut lorsqu'un couple tenta de se faire exploser dans une cérémonie de mariage. Seule la bombe du mari explosa.
Parmi les victimes, il y avait 3 hauts responsables palestiniens, le général Bachir Nafé, commandant des Forces spéciales palestiniennes, Djehad Fattouh, frère du président du parlement palestinien Rauhi Fattouh et attaché commercial à l'ambassade palestinienne en Égypte, et le colonel Abed Alloune, membre des services de renseignement, ainsi que trois personnes faisant partie d'une délégation de l'Université chinoise « de défense nationale » (des agents des services de renseignement chinois selon plusieurs sources).
Le réalisateur syrien Moustapha Akkad et 2 Arabes israéliens ont aussi péri.
| Triple attentat d'Amman       |       |         |         |
| Lieu                          | Morts | Blessés | Sources |
| Radisson SAS                  | 36    | ?       | (AP)    |
| Grand Hyatt                   | 9     | ?       | (AP)    |
| Days Inn                      | 3     | ?       | (AP)    |
| à l'hôpital                   | 11    | ?       | (AP)    |
| Total                         | 59+   | 115     |         |
| +En excluant les 3 kamikazes. |       |         |         |

## Enquête

### Arrestation et aveux d'une kamikaze
Sadjida al-Richaoui, une Irakienne capturée par les autorités jordaniennes a avoué à la télévision le dimanche 13 novembre avoir tenté de se faire exploser aux côtés de son mari dans un hôtel d'Amman.
« Nous sommes entrés dans l'hôtel. Mon mari s'est mis dans un coin et moi dans l'autre. Il y avait un mariage dans l'hôtel. Il y avait des femmes et des enfants », a déclaré dimanche cette femme, qui s'appelle selon la police Sadjida al-Richaoui.
« Mon mari a exécuté l'attentat. J'ai tenté d'actionner le détonateur, et cela n'a pas marché. Les gens ont commencé à courir, et j'ai couru avec eux », a-t-elle ajouté. Elle portait un foulard islamique blanc, une robe noire et ce qui ressemblait à une ceinture d'explosifs. Les circonstances du passage aux aveux de Richaoui ne sont pas connues. S'exprimant avec un accent irakien, elle a déclaré être originaire de Ramadi, dans le triangle sunnite à l'ouest de Bagdad.
Selon des organisations de défense des droits de l'homme, la police jordanienne recourt à la force pour arracher des aveux aux détenus, mais Richaoui a paru calme sur les images diffusées à la télévision, où elle a montré, debout, ce qui semblait être sa ceinture d'explosifs.
Des responsables ont fait savoir que Richaoui était la sœur de Samir Moubarak Atrous Richaoui, un ancien lieutenant — mort en ces moments — de l'activiste jordanien Abou Moussab Zarkaoui, qui dirigeait l'organisation Al-Qaïda en Irak.
Le groupe a revendiqué les attentats dans un communiqué publié sur internet affirmant qu'un couple marié et deux autres hommes, tous des Irakiens, avaient perpétré ces attentats dans des hôtels fréquentés par des diplomates et par des employés d'entreprises occidentales impliquées en Irak.
La plupart des victimes des attentats d'Amman étaient toutefois des Jordaniens venus célébrer des mariages. 
Le vice-Premier ministre jordanien, Marouane Mouacher, a fait savoir que les kamikazes venaient de la province de l'Anbâr, dans l'ouest de l’Irak, un fief de l'insurrection sunnite frontalier de la Jordanie. Arrivés en Jordanie quatre jours avant les explosions, ils portaient chacun une ceinture contenant cinq à dix kilos d'explosifs, a-t-il précisé.
Les trois hommes qui se sont fait exploser sont Safar Mohamed Ali, Raouad Djassim Mohamed Abid et le mari de Richaoui, Ali Hussein Chimeri.
Dans un entretien accordé à la chaîne d'informations américaine CNN, le roi Abdallah de Jordanie a déclaré que les kamikazes venaient probablement d'Irak ou de Syrie. La Syrie est déjà accusée par les États-Unis de laisser des activistes s'infiltrer de son territoire depuis l'Irak.